# Skunk Ape

O Skunk Ape seria uma criatura semelhante a um gorila de existência não provada. É relatado que este animal habita o sudeste dos Estados Unidos da América, principalmente a Flórida. É uma lenda muito semelhante ao do Pé-grande. Seu nome vem da palavra Skunk que em inglês, significa gambá ou doninha fedorenta, e ape, que significa macaco ou gorila (macaco-doninha).
Foram tiradas fotos deste animal, mas a mais famosa foi tirada em 2000 por um fotógrafo não identificado em Sarasota, na Flórida. O anônimo que enviou as fotos escreveu um bilhete. A mulher relatou que um "macaco estranho" havia entrado em seu quintal, mas ela acredita que é um orangotango. O evento ficou conhecido como The Myakka Skunk Ape Photographs.